# Yan Langyu
Yan Langyu (chinesisch 嚴浪宇 / 严浪宇, Pinyin Yán Làngyǔ; * 31. August 1999 in Hunan) ist ein chinesischer Trampolinturner.

## Erfolge
Yan Langyu gewann seine ersten internationalen Medaillen bei den Weltmeisterschaften 2019 in Tokio. Mit Dong Dong, Gao Lei und Tu Xiao sicherte er sich in der Mannschaftswertung hinter Belarus die Silbermedaille, während er im Mixedwettbewerb mit China Rang drei belegte und Bronze gewann. Zwei Jahre darauf wurde er in Baku im Einzel erstmals Weltmeister. Bei den 2023 ausgetragenen Asienspielen 2022 in Hangzhou gehörte er ebenfalls zum chinesischen Kader und blieb auch bei diesem Wettbewerb siegreich. Er gewann vor dem Kasachen Danil Mussabajew sowie Hiroto Yamada aus Japan die Goldmedaille. Im selben Jahr verteidigte er in Birmingham im Einzel seinen Weltmeistertitel. Vor seinem Landsmann Wang Zisai und dem Japaner Ryūsei Nishioka belegte er den ersten Platz. Damit qualifizierte er sich auch direkt für die Olympischen Spiele 2024 in Paris.
Bei den Spielen selbst belegte er in der Qualifikation mit 62,220 Punkten den dritten Platz hinter Iwan Litwinowitsch, der auf 63,420 Punkte kam, sowie Wang Zisai, der 62,230 Punkte erhielt. Den Finaldurchgang schloss er mit 60,950 Punkten ebenfalls auf dem dritten Platz ab. Erneut war nur Iwan Litwinowitsch mit 63,090 Punkten noch besser, der damit die Goldmedaille gewann, sowie der mit 61,890 Punkten zweitplatzierte Wang Zisai, während Yang als Drittplatzierter die Bronzemedaille erhielt.